# Appledore, Torridge
Appledore är en ort i Storbritannien.   Den ligger i grevskapet Devon och riksdelen England, i den södra delen av landet, 290 km väster om huvudstaden London. Appledore ligger 51 meter över havet och antalet invånare är 2 161.
Terrängen runt Appledore är platt. Havet är nära Appledore åt nordväst. Runt Appledore är det ganska tätbefolkat, med 62 invånare per kvadratkilometer. Närmaste större samhälle är Barnstaple, 10,5 km öster om Appledore. Trakten runt Appledore består i huvudsak av gräsmarker.